# Torsak Sa-ardeiem
Torsak Sa-ardeiem (thailändisch ต่อศักดิ์ สะอาดเอี่ยม, * 30. Juni 1997 in Bangkok), auch als Tor bekannt, ist ein thailändischer Fußballspieler.

## Karriere

### Verein
Torsak Sa-ardeiem erlernte das Fußballspielen in der Jugendmannschaft des Erstligisten Bangkok Glass, dem heutigen BG Pathum United FC, in Bangkok. Hier unterschrieb er 2016 auch seinen ersten Profivertrag. 2016 wurde er an den in der dritten Liga spielenden Rangsit FC ausgeliehen. 2017 wechselte er ebenfalls auf Leihbasis zum Zweitligisten Chiangmai FC nach Chiangmai. Nach Ende der Ausleihe wurde er von Chiangmai fest verpflichtet. Die Saison 2019 lieh ihn Zweitligaaufsteiger JL Chiangmai United FC aus. Nach Vertragsende in Chiangmai wechselte er Anfang 2020 zum Drittligisten Lamphun Warrior FC nach Lamphun. Mit Lamphun spielte er in der Upper Region der dritten Liga. Nach zwei Spieltagen wurde die Liga wegen der COVID-19-Pandemie unterbrochen. Während der Unterbrechung wurde vom Verband beschlossen, dass nach der Wiederaufnahme des Spielbetriebs die dritte und die vierte Liga zusammengelegt werden. Nach Wiederaufnahme des Spielbetriebs spielte Lamphun in der Northern Region der dritten Liga. Am Ende der Saison feierte er mit dem Verein die Meisterschaft und den Aufstieg in die zweite Liga. Nach dem Aufstieg verließ er den Verein. Am 1. Juni 2021 nahm ihn sein ehemaliger Verein Chiangmai United, der mittlerweile in der ersten Liga spielt, wieder unter Vertrag. Nach einer Saison in der ersten Liga musste er mit Chiangmai nach der Saison 2021/22 wieder in die zweite Liga absteigen. Nach insgesamt 36 Ligaspielen für Chiangmai wurde sein Vertrag im Sommer 2024 nicht verlängert. Im August 2024 nahm ihn der in der Eastern Region spielenden Drittligist Navy FC unter Vertrag. Nachdem er in der Hinrunde 2024/25 nicht zum Einsatz kam, wurde sein Vertrag im Dezember 2024 nicht verlängert.

### Nationalmannschaft
2016 spielte Torsak Sa-ardeiem zweimal in der thailändischen U-19-Nationalmannschaft.

## Erfolge
Lamphun Warrior FC
- Thai League 3 – North: 2020/21  ▲